# Carle Place (Nova Iorque)
Carle Place é um hamlet e uma região censo-designada da vila de North Hempstead, localizada no condado de Nassau, no estado de Nova Iorque, Estados Unidos.

## Geografia
De acordo com o Departamento do Censo dos Estados Unidos, a região tem uma área de 2,5 km², dos quais todos os 2,5 km² estão cobertos por terra.

## Demografia

### Censo 2020
Segundo o censo nacional de 2020, a sua população é de 5 005 habitantes e sua densidade populacional de 2 016,5 hab/km². Seu crescimento populacional na última década foi de 0,5%, bem abaixo do crescimento estadual de 4,2%.
Possui 1 908 residências que resulta em uma densidade de 768,7 residências/km² e uma redução de -1,2% em relação ao censo anterior. Deste total, 4,4% das unidades habitacionais estão desocupadas. A média de ocupação é de 2,7 pessoas por residência.
A renda familiar média é de 90 815 dólares e a taxa de emprego é de 64,0%.